# SEAT 850
SEAT 850 – samochód produkowany na bazie Fiata 850 w Hiszpanii w latach 1964-1973 pod marką SEAT. Niczym się praktycznie nie różnił od Fiata 850. Silniki pochodził z Fiata i miały pojemność: 817, 843 lub 903 cm³ i osiągał moc maksymalną 34 lub 49 KM. Ważył ok. 670 kg lub 900 kg i osiągał prędkość maksymalną 120 lub 145 km/h.

## Wersje
Samochód był produkowany w czterech wersjach:
- coupé/sedan
- spider
- kombi
- van

Karoseria wersji spider została zaprojektowana przez firmę Bertone.Kombi było pięciodrzwiowe, z dużym bagażnikiem.
Auto zużywało średnio 6,5 l lub 8,5 l benzyny na 100 km, sam zbiornik mieścił 30 l. Skrzynia miała 4 biegi + wsteczny, była w pełni zsynchronizowana.